# Мария де Сервельо
Святая Мария де Сервельо (кат. Maria de Cervelló, 1 декабря 1230, Барселона — 19 сентября 1290, Барселона) — каталонская католическая монахиня, первая настоятельница Третьего ордена мерседариев.

## Биография
Родилась в 1 декабря 1230 года Барселоне в семье каталонского дворянина Гильермо де Сервельо; крещена 8 декабря в Санта-Мария-дель-Мар. Помогала в больнице Святой Евлалии, где познакомилась с Петром Ноласко, основателем ордена мерседариев. Она глубоко прониклась идеями ордена, что решила посвятить свою жизнь помощи христианам, которые находятся в плену. Несмотря на неоднократные попытки её семьи выдать её замуж, в 1265 году она присоединилась к небольшой общине женщин, живших близ монастыря мерседариев и проводивших свою жизнь в молитвах и благотворительности.
Община получила разрешение учредить Третий орден мерседариев; помимо обычных обетов терциариев, они обещали молиться за рабов-христиан. Мария была избрана первой настоятельницей конгрегации. Хотя сёстры посвятили себя молитвам, они не были созерцательным орденом. Мария продолжала работать в больнице Святой Евлалии, где выкупленные христиане лечились по возвращении из плена.
Умерла 19 сентября 1290 года. По сообщениям Мария как до, так и после своей смерти приходила на помощь кораблям, находящимся в опасности, чтобы они могли продолжать курс и благополучно доставить домой спасённых из заключения христиан.

## Почитание
Её культ, начавшийся сразу после её смерти, был официально признан в 1692 году папой Иннокентием XII. Хранит от кораблекрушений. Её обычно изображают с кораблём в руке.
День памяти — 19 сентября.